# Anthéla
Pour le genre de papillon, voir Anthela.
Anthéla ou Anthele (38° 47′ 45,222″ N, 22° 30′ 37,148″ E

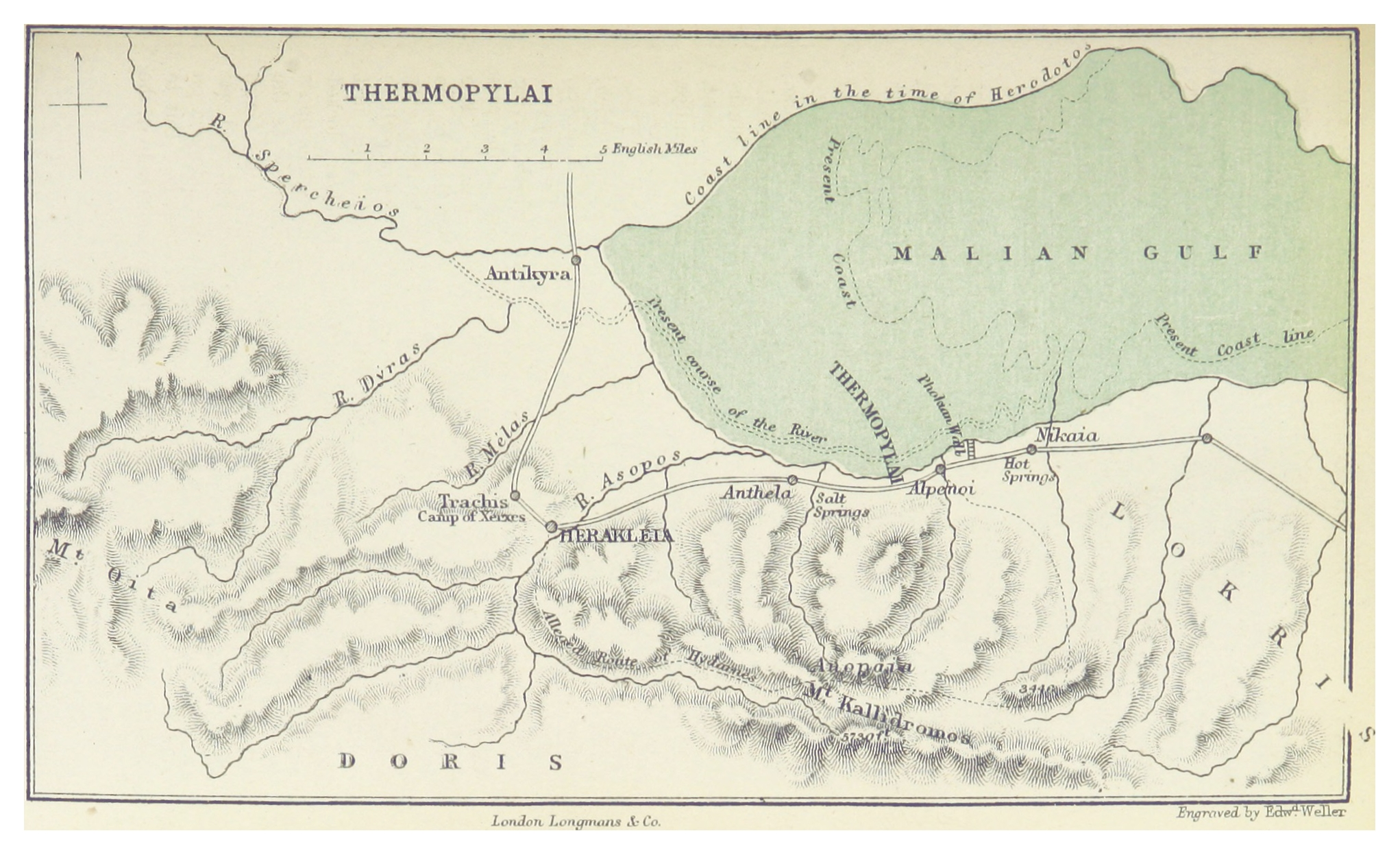
Emplacement d'Anthéla dans l'Antiquité

), en grec Ανθήλη, est un bourg antique de Thessalie, près du golfe Maliaque et des Thermopyles. 

## Historique
Il est célèbre par le temple panhellénique de Déméter Amphictyonis aux Thermopyles et par l'assemblée des Amphictyons qui s'y tenait tous les ans. Amphictyon, le fils de Deucalion, était considéré comme le fondateur mythique de cette amphictyonie. L'amphictyonie semble remonter au VIIIe siècle av. J.-C. Les membres fondateurs de cette amphictyonie comprenait les peuples de Thessalie, d'Énianie, de Magnésie, de l'Achaea Phthiotis, les Dolopes, les Maliens et les Perrhèbes. D'autres cités-états se sont jointes à cette amphictyonie qui en a réuni finalement 12. Après la première guerre sacrée le siège de l'amphictyonie a été déplacée à Delphes.
Philippe II de Macédoine a fait reconstruire le temple de Déméter.
En 1927, le village d'Imirbei, à environ 6,5 km au nord, a été rebaptisé d'après Anthele. 

## Source
Cet article comprend des extraits du Dictionnaire Bouillet. Il est possible de supprimer cette indication, si le texte reflète le savoir actuel sur ce thème, si les sources sont citées, s'il satisfait aux exigences linguistiques actuelles et s'il ne contient pas de propos qui vont à l'encontre des règles de neutralité de Wikipédia.